# ペドロ・ケン・モリモト・モレイラ
ペドロ・ケン（Pedro Ken）こと、ペドロ・ケン・モリモト・モレイラ（Pedro Ken Morimoto Moreira、1987年3月20日 - ）は、ブラジル・パラナ州クリチバ生まれの日系ブラジル人の元プロサッカー選手。現役時代のポジションはミッドフィールダー。

## 経歴
地元クラブのコリチーバFCの下部組織出身。2007年にトップチームに昇格。コリチーバが全国選手権2部で優勝した際には若さや活躍ぶりを買われ、ケイリゾン、エンリケと共に「Trio de Ouro」（直訳すると「黄金の3人」）と称される。その後もコンスタントに出場機会を得て活躍している。ロドリゴ・タバタやサンドロ・ヒロシと同じくブラジルサッカー界で活躍を続ける日系ブラジル人選手の一人である。
2007年に北京五輪のU-22ブラジル代表候補に選ばれるも、定着は出来なかった。
日本のサッカー雑誌の「フットボリスタ」にインタビューが掲載された事があり、その中で「将来的にはJリーグでもプレーしてみたい」と語っている。